# Josep Torra i Ferrer
Josep Torra i Ferrer   (Manresa, 30 d'octubre de 1921 - Manresa, 8 de juny de 2017) fou un activista cultural i expresident de la Delegació de Manresa d'Òmnium Cultural, càrrec que va ocupar fins a 1992.
Fou el quart dels deu fills que van tenir Ramon Torra i Pujol, impressor nascut a Cardona i Maria Teresa Ferrer i Ferrés, de Barcelona.

## Biografia
Als 10 anys, l'any 1931, va anar a estudiar a l'escola del mestre Josep Albagés Ventura, i dos anys més tard, amb dotze anys, va entrar als Germans de La Salle del carrer dels Esquilets de Manresa. L'agost de 1936, començà a treballar d'aprenent a Cal Jorba i de ben jove es va fer avantguardista de la Federació de Joves Cristians de Catalunya.
El 1939, acabada la guerra, ingressà a les Congregacions Marianes i poc després a Acció Catòlica Obrera. Tot i no ser-ne militant actiu, es relacionà amb la Joventut Obrera Cristiana.
L'any 1947 col·laborà, dins d'Acció Catòlica, en les festes d'Entronització de la Mare de Déu de Montserrat de la Comissió Abat Oliba. Iniciador dels moviments d'església a Manresa, va tenir una intensa relació amb Mossèn Josep Junyent.
A finals de 1948 es traslladà a treballar Barcelona i amb Josep Esquius Bertran, Magí Carrió Plans i Jordi Basiana Cornet, fundà el Quartet Vocal Mestre Blanch.
A finals de 1949, tornà a Manresa per fer-se càrrec de la Llibreria Torra i la Galeria d'Art Ciutat, al Passeig del Born, on organitzà exposicions d'artistes com Evarist Basiana, Roman Bonet -del grup Art Nou de Barcelona-, Alfred Figueras, Ernest Descals, Ceferí Olivé o Francesc Vila i Rufas -Cesc-.
Durant la dècada dels anys cinquanta, fou cantaire de l'Orfeó Manresà -entitat que anys enrere havia presidit el seu pare Ramon Torra i Pujol- en una etapa que dirigia el mestre Agustí Coll.
En la dècada dels setanta, fou membre de Lingua Club Manresa i del Centre Excursionista de la Comarca de Bages i el 1977 encapçalà a Manresa el PSC-Reagrupament de Josep Pallach i Josep Verde i Aldea.
El 1988 fou elegit president de la Delegació de Manresa d'Òmnium Cultural, on impulsà l'obertura dels Premis Lacetània i Bages de Cultura, la catalanització dels rètols i la publicitat escrita dels establiments de Manresa i la campanya Freedom for Catalonia a Manresa i Montserrat al pas de la torxa dels Jocs Olímpics d'Estiu de 1992 a Barcelona i la proclamació a la capital del Bages de les Noves Bases de Manresa. També va ser el responsable local del II Congrés Internacional de la Llengua Catalana.
De 1998 a 2002 va ser membre de la junta directiva d'Òmnium sota la presidència de Josep Millàs, però el març de 2002 va ser dels crítics que van donar suport al candidat Jordi Porta, que guanyà les eleccions.
El 2006 col·laborà al web La República a Manresa en un clic (1931-1936) promoguda per Joaquim Aloy de l'Associació Memòria i Història de Manresa, amb relats d'alguns fets ocorreguts a Manresa els anys de la guerra i la postguerra.
El 2010 Josep Maria Solé i Sabaté l'inclogué al llibre Revolució i esperança. Els últims testimonis de la Guerra Civil, un recull d'onze entrevistes a persones que van viure la Guerra Civil Espanyola en diferents circumstàncies.
L'any 2011, als 90 anys, deixà de ser vocal de la Delegació a Manresa d'Òmnium, després trenta anys, tot i que, com expresident d'Òmnium, continuà sent membre del jurat del Premi Bages de Cultura.
Va morir a Manresa el dia 8 de juny de 2017 a l'edat de 95 anys.